# Кендрик, Джон (политик)
Джон Бе́нджамин Ке́ндрик (англ. John Benjamin Kendrick; 6 сентября 1857 — 3 ноября 1933) — американский скотовод и политик. Губернатор Вайоминга (1915—1917) и сенатор США от Вайоминга (1917—1933). Член Демократической партии США. Член Красного Креста. Масон.

## Ранние годы
Родился 6 сентября 1857 года в семье хлопковода Джона Харви Кендрика и ирландской иммигрантки Анны Мэй. Рано осиротев, он вырос на ранчо своей семьи и посещал школу во Флоренсе до седьмого класса по причине потери состояния, ушедшего на нужды Конфедерации.

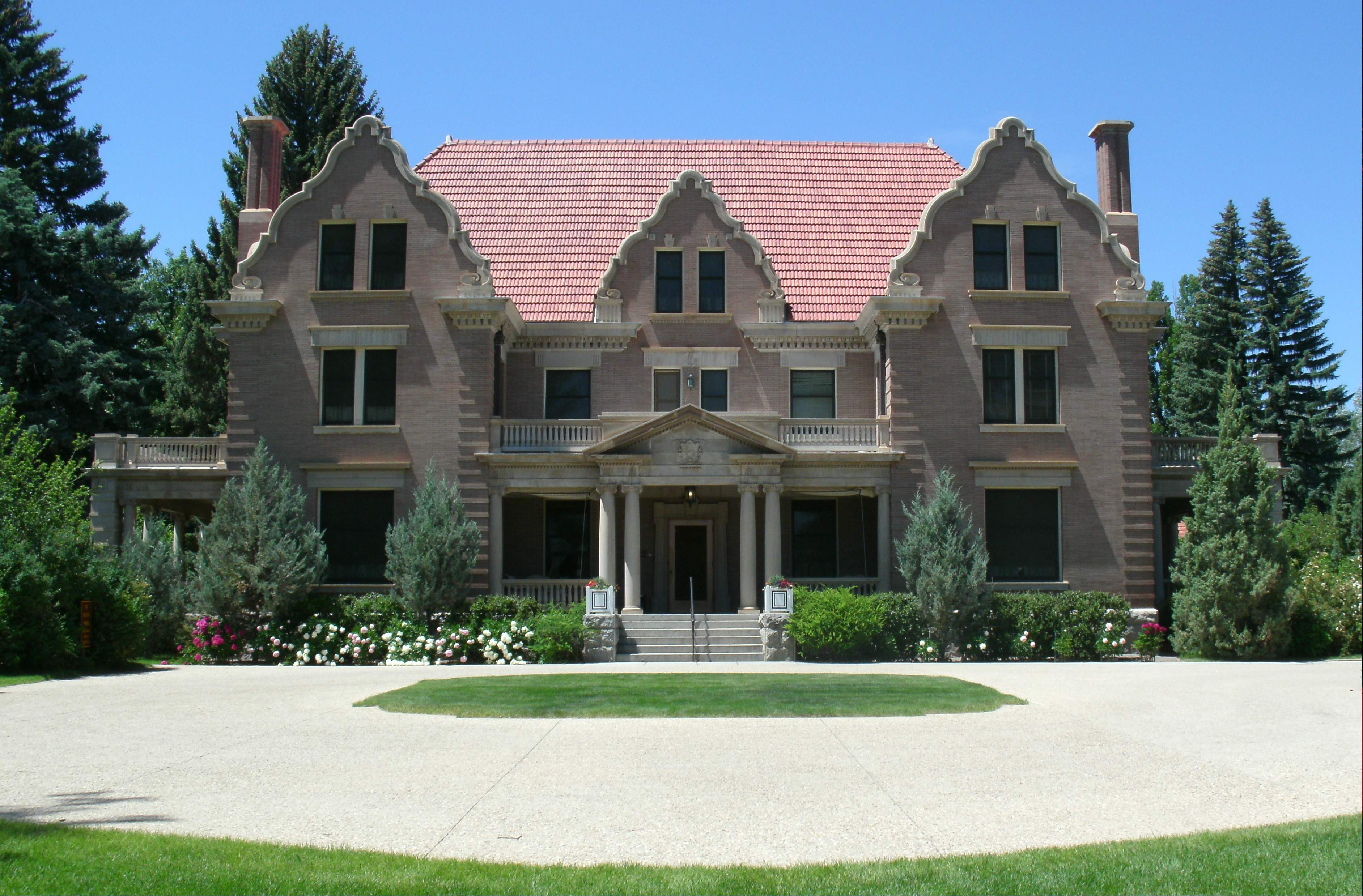
Трейл-Энд, Шеридан. Ныне находится в ведении департамента парков и культурных ресурсов Вайоминга

В марте 1879 года он был нанят компанией братьев Снайдер-Вульфьен из Раунд-Рока для перевозки скота из зоны залива Матагорда на пастбища Вайоминга. В августе 1879 года он прибыл в Вайоминг и поселился на ранчо компании Converse Cattle Company близ Ласка, где разводил крупный рогатый скот и служил ковбоем, а после финансового краха 1887 года — управляющим ранчо и владельцем скотоводческой компании. В 1882 году он потерпел поражение на выборах констебля Ланс-Крика, получив 3 голоса из 22. В 1883 году он вернулся в Техас и купил стадо крупного рогатого скота, чтобы основать своё ранчо в Вайоминге. В 1889 году он перевёл всё хозяйство — крупный рогатый скот, лошадей и ковбоев — в дренажный канал Хангинг-Вумен-Крик в округе Биг-Хорн на юго-востоке Монтаны. 20 января 1891 года он женился на дочери своего работодателя Эуле Вульфьен (1872—1961)). В 1895 году он приобрёл участок в Нильсен-Хайтс для своего будущего дома, а в 1908 году начал его строительство, который по завершении его стал называться Трейл-Энд. В 1970 году Трейл-Энд был внесён в Национальный реестр исторических мест, а в 1982 году он был передан в дар штату Вайоминг для использования в качестве музея.
С 1879 по 1883 год Кендрик работал бригадиром в скотоводческой компании своего тестя. Он работал и инвестировал в компании Lance Creek Cattle Company и Converse Cattle Company, владельцем которых он стал к 1897 году. Контрольный пакет акций Converse Cattle Company им был приобретён за 38 000 долларов. В 1900 году он стал президентом Первого национального банка Шеридана и проработал в нём до 1902 года.

## Политика
В 1909 году он переехал на постоянное место жительства в Шеридан и был избран президентом ассоциации животноводов Вайоминга. С 1910 по 1914 год он был членом Сената Вайоминга. Там он помог обеспечить принятие первых законов Вайоминга об охоте, и там, в 1911 году, он был выдвинут Демократической партией в Сенат США, но потерпел поражение от действующего сенатора Клэренса Кларка. В начале своей карьеры, стремясь защитить свои интересы и интересы Демократической партии, он приобрёл контрольный пакет акций двух влиятельных газет Sheridan Enterprises и Cheyenne State Leader, в последнюю из которых в 1916 году был приглашён на редакторскую работу будущий его преемник Джозеф О’Мэйони. Такие связи позволили ему конкурировать с республиканскими газетами штата, включая Sheridan Post и Cheyenne Tribune. В 1912 году он снова был выдвинут, но из-за партийных разногласий потерпел поражение от сенатора Фрэнсиса Уоррена. В 1916 и 1924 годах он был делегатом Национального съезда Демократической партии от Вайоминга.

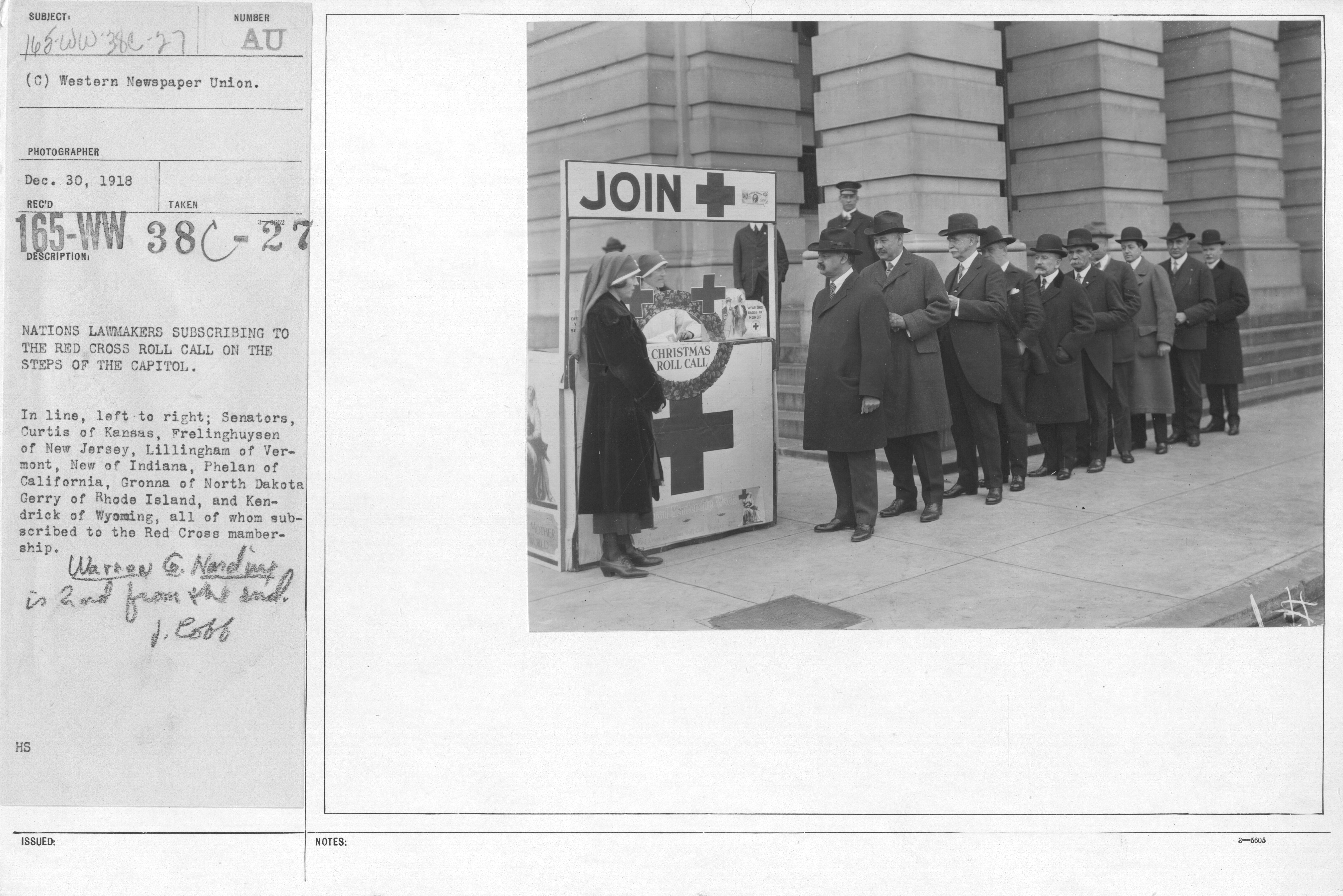
Среди законодателей, подписавшихся на перекличку по сбору средств для Красного Креста. Около 1918 г.

В 1914 году он баллотировался на пост губернатора Вайоминга и победил республиканца Хиллиарда Риджли, адвоката из Шайенна и окружного прокурора, набрав 51,61 % голосов против 44,20 %. На посту губернатора он обеспечивал соблюдение законов об охоте, пролоббированных им на посту сенатора штата. Совместно с легислатурой Вайоминга в 1915 году он учредил систему оплаты труда рабочих, комиссию по коммунальным услугам, поправку к конституции Вайоминга, разрешающую кредитовать фермеров денежными средствами и работал над расширением прав женщин. Недолгий губернаторский срок сопровождался коррупцией и фактами нарушения законодательства штата, выразившейся в покупке губернатором почти 10 000 акров хорошо орошаемых земель. Ему это припомнили на выборах в Сенат США, куда он был избран кандидатом от Демократической партии в 1916 году. Но несмотря на это, он со второй попытки победил Клэренса Кларка с перевесом в 3.000 голосов благодаря своей популярности. После победы на выборах, в 1917 году он ушёл в отставку с поста губернатора. Он переизбирался в Сенат США в 1922 и 1928 годах и занимал свой пост до своей смерти в 1933 году. В Сенате США он работал над вопросами орошения, землепользования и защиты природных ресурсов. В разное время он занимал пост председателя Комитетов по канадским отношениям (65-й Конгресс), по общественным землям и был членом Комитетов по общественным землям и межеванию (73-й Конгресс), по сельскому хозяйству и лесному хозяйству, по ирригации и мелиорации. Среди его непосредственных заслуг отмечается поддержка законопроекта о создании национального парка Гранд-Титон на северо-западе Вайоминга, но по многим вопросам его многолетней работы в Сенате США, он запомнился пассивностью на выступлениях и голосованиях по законопроектам, что составило хуже среднего показателя среди пожизненных сенаторов.
Ему приписывают начало расследования скандала с арендой «Типот Доум», инцидента со взяточничеством, имевшего место с 1922 по 1923 год. Его кандидатура рассматривалась в ходе избирательных кампаний 1924 и 1928 годов на начальных этапах. В 1924 году шести демократическим делегатам было предложено проголосовать за кандидатуру Кендрика на Национальном съезде Демократической партии, но проголосовало только три делегата. В 1928 году он рассматривался в качестве вероятного кандидата в Вице-президенты США, но позже на съезде электоральное предпочтение отдано лидеру сенатского меньшинства Джозефу Робинсону.
В 1932 году он получил почётную степень юриста в Университете Вайоминга.

## Состояние здоровья и смерть
Вечером 1 ноября 1933 года, жалуясь на сильную головную боль, он потерял сознание в своём офисе в Шеридане. На следующий день он впал в кому, из которой не выходя он умер 3 ноября в окружении ближайших родственников.
Первоначально у него было диагностировано кровоизлияние в мозг, но позже врачи определили, что он страдал уремией. Слова благодарности за службу на посту сенатора прозвучали от 26-го губернатора Колорадо Эдвина Джонсона, и Кендрик был похоронен на кладбище «Маунт Хоуп» в Шеридане.
18 декабря 1933 года для заполнения вакансии его места в Сенате США 17-м губернатором Вайоминга Лесли Миллером был назначен первый помощник генерального почтмейстера США Джозеф О’Мэйони.

## Память
Его имя присвоено:
- ударной многоцелевой подводной лодке времён Второй мировой войны Liberty[4][12];
- федеральному проекту, обеспечивающий водой фермеров вдоль реки Норт-Платт ниже плотины Алковы[5].

В 1958 году Кендрик был включён в Зал великих людей Запада в Национальном зале славы ковбоев.

## Личная жизнь
От брака с Эулой имел дочь Розу-Мэй (1897—1979) и сына Мэнвилла (1900—1992). Дочь вышла замуж за армейского офицера Хьюберта Хэрмона, впоследствии 1-го начальника Академии ВВС США. С 1927 по 1929 год жила со своим мужем в Лондоне во время его службы военным атташе. Сын женился на Кларе Диане Камминг (1901—1987), дочери 5-го главного хирурга США Хью Камминга. В 1929 году пара переехала в Трейл-Энд, чтобы растить детей.

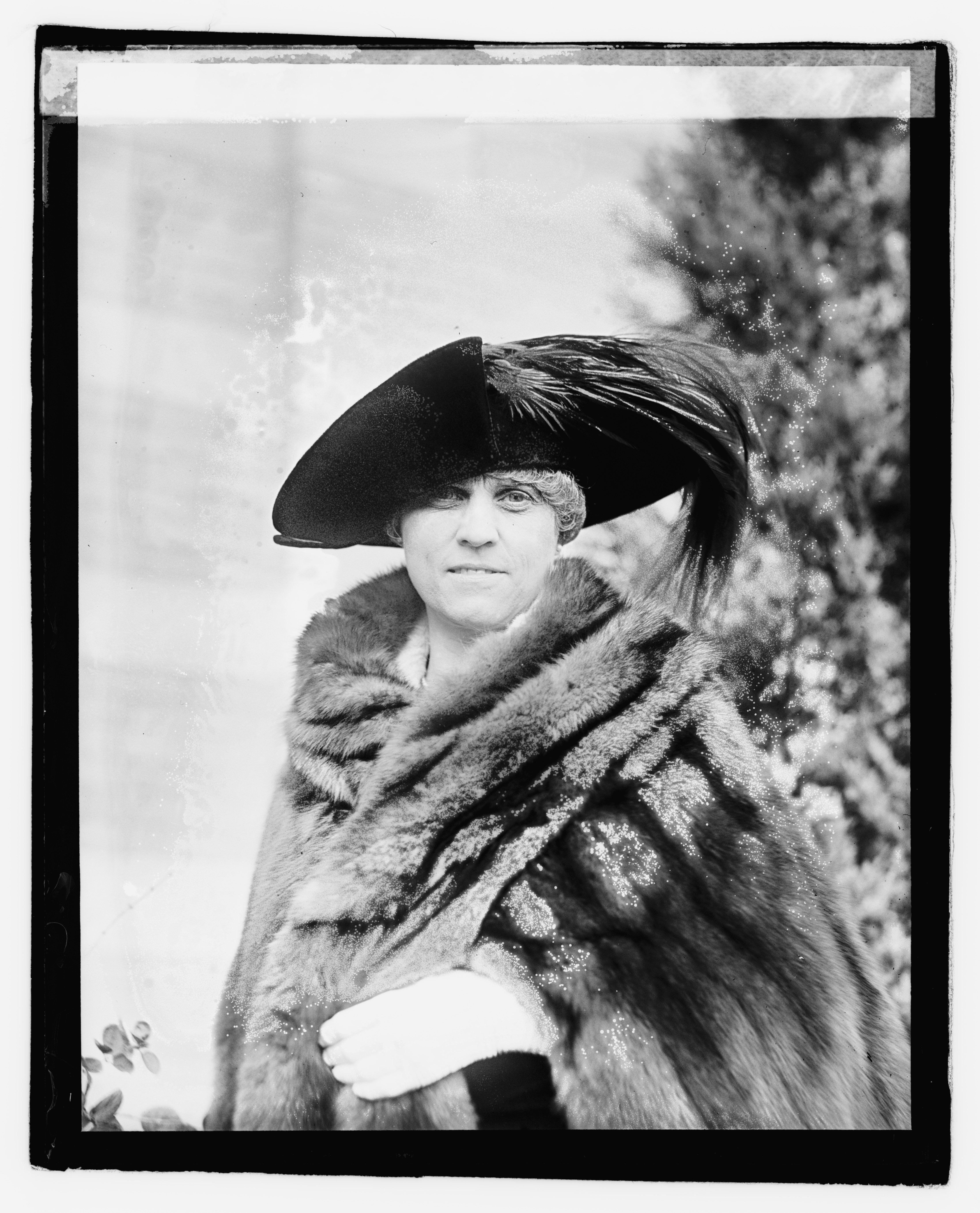
жена Эула
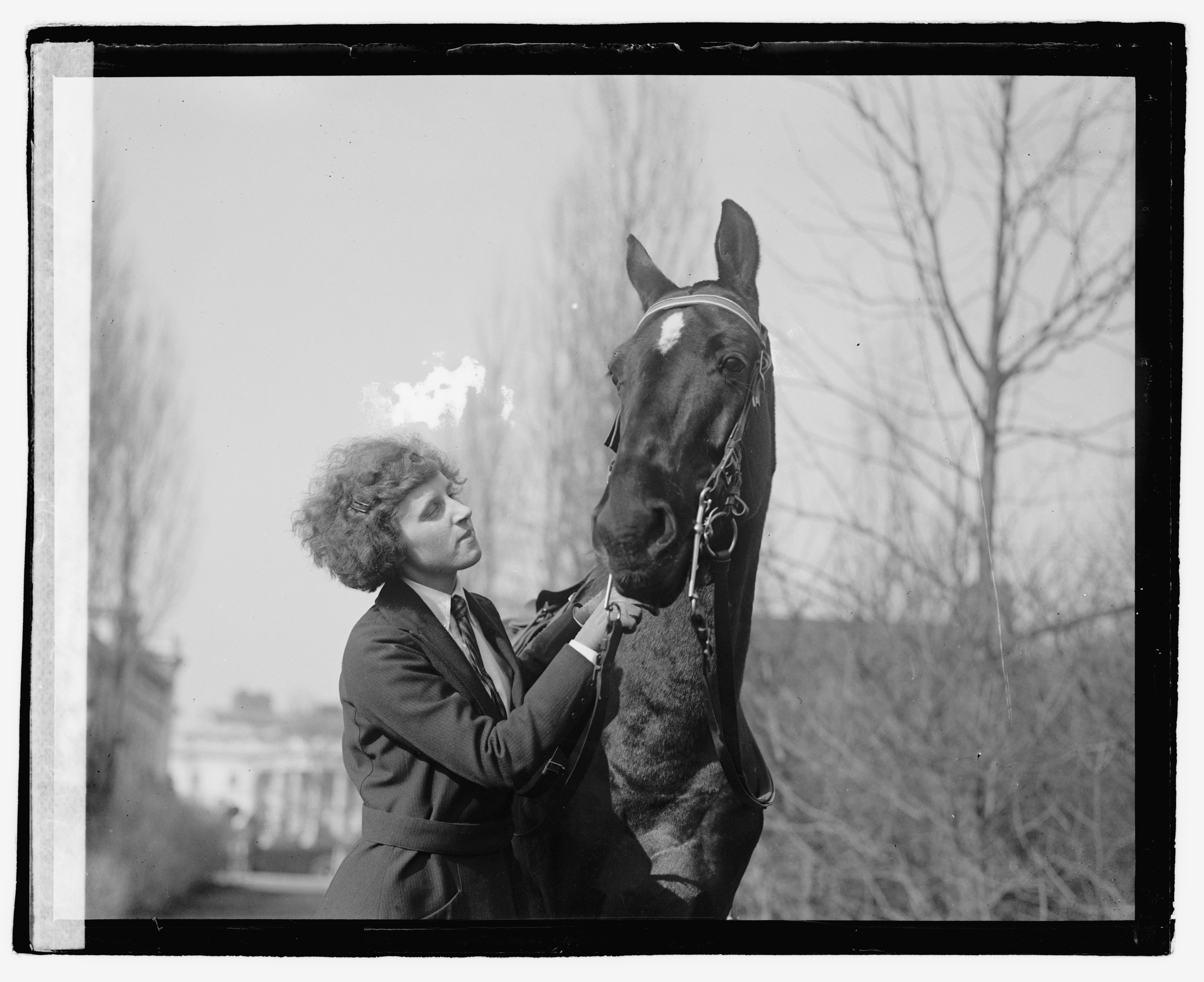
дочь Роза-Мэй